# Douglas Holding
Die Douglas Holding war ein Einzelhandelskonzern, zusammengesetzt aus Unternehmen in den Branchen Süßwaren, Parfümerie, Buchhandel und Mode. Zu den Vertriebslinien zählten die Hussel-Confiserien, die Parfümerie Douglas, der Sortimentsbuchhandel Thalia Buchhandel sowie die Damenmodemarke AppelrathCüpper. Nach der Übernahme durch den Finanzinvestor Advent International folgte 2013 das Delisting der Douglas Holding von der Börse sowie schrittweise eine Aufgliederung des Mischkonzerns in seine einzelnen Sparten. Nach Weiterverkauf der Unternehmensanteile an CVC wurden Teile des Unternehmens 2024 als Douglas Group wieder an die Börse gebracht.

## Geschichte

Historisches Logo der Douglas Holding AG

Aktie über 1000 DM der Douglas Holding AG vom Juni 1989

Wurzel des Unternehmens war die Hussel Süßwarenfilialbetrieb GmbH, die 1949 durch Rudolf Hussel in Hagen gegründet wurde. 1962 wurde das Unternehmen in eine AG umgewandelt und Herbert Eklöh, ein Freund Hussels, übernahm 95 % der Anteile. Als er kurze Zeit später die Anteile teilweise mit großem Gewinn weiterverkaufte, kam es zum Bruch mit Hussel, der daraufhin aus dem Unternehmen ausschied.
Unter der Leitung des damaligen Vorstandsvorsitzenden Herbert Eklöh betrieb die Hussel AG eine Expansionspolitik in weitere Einzelhandelssparten. Diese wurde unter der Leitung von Eklöhs Nachfolger, Jörn Kreke, weiter vorangetrieben, insbesondere durch Übernahmen im Parfümeriebereich. So übernahm die Hussel Holding AG 1969 unter anderem die damals sechs Filialen der Parfümerie Douglas aus Hamburg.
Die übernommenen Parfümerien wurden insgesamt zunächst unter dem Namen Hanhausen-Douglas GmbH zusammengefasst. Im Zuge dieser Entwicklung wurde die Hussel AG 1972 zur Holding mit zwei operativen Gesellschaften umstrukturiert: eine für Süßwaren und eine für Parfümerien. 1973 übernahm die Hanhausen-Douglas GmbH die österreichische Filialkette Ruttner. Ab 1976 firmierten alle akquirierten Filialen schließlich einheitlich unter „Parfümerie Douglas“, die dazugehörige Gesellschaft unter „Parfümerie Douglas GmbH“.  
Im Zuge weiterer Akquisitionen und der wachsenden Bedeutung des Parfümeriezweigs in der Hussel Holding AG erfolgte eine weitere Unternehmensstrukturierung. Diese wurde 1989 mit der Gründung der Douglas Holding AG abgeschlossen, die an die Stelle der Hussel Holding AG trat.

### Expansion in weitere Einzelhandelssparten
Die Douglas Holding AG übernahm 1995 teilweise und 2005 ganz die elf Filialen des Herrenausstatters Pohland und veräußerte diese im September 2007 an die in München ansässige Industrieholding Aurelius AG. Ebenfalls 1995 beteiligte sich die Douglas Holding an der Frankfurter Juwelierkette Christ und übernahm 1997 die Mehrheit. 2001 übernahm Henning Kreke den Vorsitz der Holding von seinem Vater. Im gleichen Jahr wurden die Thalia-Buchhandlungen (Hamburg) und die bereits früher erworbenen Buchhandelaktivitäten der Douglas-Holding (Phönix-Montanus) in der Thalia Holding zusammengeschlossen und firmieren seitdem einheitlich unter dem Namen Thalia.

### Übernahme durch Finanzinvestor und Börsen-Delisting
2012 machte die Familie Kreke gemeinsam mit dem Private-Equity-Investor Advent International den übrigen Aktionären ein öffentliches Übernahmeangebot für die Douglas Holding AG. Eine erfolgreiche Übernahme wurde durch den Vorstand Henning Kreke, Burkhard Bamberger, Michael Busch und Manfred Kroneder garantiert. Aus den öffentlich einsehbaren Unterlagen der Bundesanstalt für Finanzdienstleistungsaufsicht ist zu entnehmen, dass eine Aktie zum Preis von 38 Euro verkauft werden sollte. Die technische Wertpapierabwicklung wurde von der Commerzbank durchgeführt und Goldman Sachs war Vertreter der Finanzierungsbestätigung für Advent International. Nach dem Public buyout befand sich das Unternehmen mehrheitlich (80 %) im Besitz von Advent International, 20 % der Anteile am Unternehmen hielt weiterhin die Familie Kreke. Es folgte das Delisting von der Börse und eine strategische Neuausrichtung des Mischkonzerns, der bis 2014 wieder zu einer reinen Parfümeriekette wurde. Dabei wurden die weiteren einzelnen Geschäftsbereiche der ehemaligen Douglas Holding schrittweise veräußert (siehe unten).

### Auflösung
Am 20. März 2017 wurde die DOUGLAS HOLDING AG durch Verschmelzung mit der Douglas GmbH aufgelöst.

## Ehemalige Geschäftsbereiche

### Parfümerie Douglas GmbH

Logo der Douglas-Parfümerien

Die Parfümerie Douglas GmbH war eine 100%ige Tochter der Douglas Holding AG. Seit dem 1. Juni 2015 gehört Douglas zu 85 Prozent dem Finanzinvestor CVC Capital Partners und zu 15 Prozent der Gründerfamilie Kreke. Mit mehr als 2.400 Parfümerien und Onlineshops in 26 europäischen Ländern sowie einem Umsatz von rund 3,3 Milliarden Euro (Geschäftsjahr 2017/18) behauptet Douglas die Marktführerschaft in der Beauty Branche in Europa. 

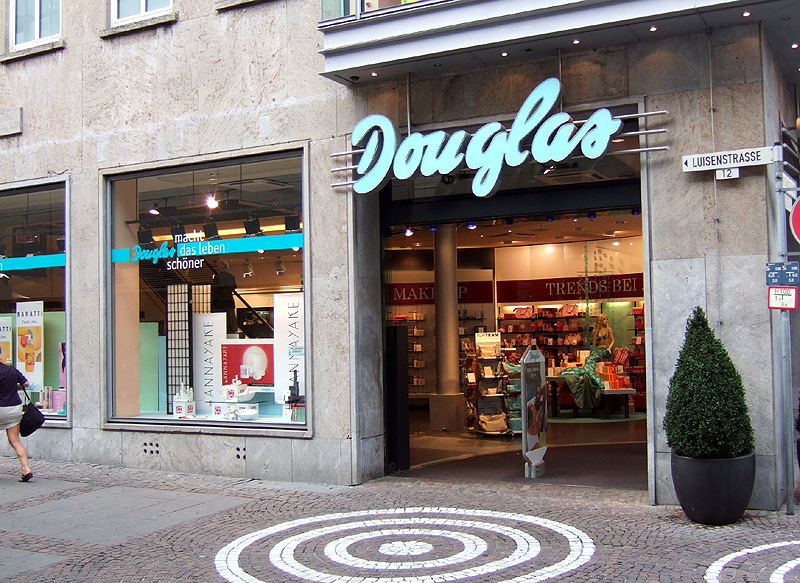
Douglas-Geschäft in Darmstadt

Unter der Unternehmensleitung von Isabelle Parize wurde im Oktober 2016 die Geschäftszentrale der Douglas GmbH von Hagen nach Düsseldorf verlegt. So sollten nach Aussage des Unternehmens die kundennahen Bereiche der ehemaligen Zentrale in Hagen und Online-Aktivitäten aus Köln an einem Ort gebündelt werden. In Hagen reduzierte sich dadurch die Zahl der Beschäftigten von 800 (2016) auf 180 (2022). Nachdem Douglas im Jahr 2014 durch eine Übernahme der Parfümeriekette Nocibé die Marktführerschaft in Frankreich erlangte, expandierte das Unternehmen weiter: Im Jahr 2017 unterzeichnete Douglas Vereinbarungen zur Übernahme der spanischen Parfümerieketten Bodybell und Perfumerias If, übernahm im gleichen Jahr auch die italienischen Parfümerien Limoni und La Gardenia. Im Jahr 2018 folgte außerdem die Übernahme der Parfümerie Akzente, die den erfolgreichen Online-Shop parfumdreams betreibt. Seit November 2017 war Tina Müller leitende Geschäftsführerin von Douglas. Zum 1. November 2022 wechselte Tina Müller auf eigenen Wunsch in den Aufsichtsrat. Sander van der Laan übernahm die Geschäftsführung.

### Christ Juweliere und Uhrmacher seit 1863 GmbH

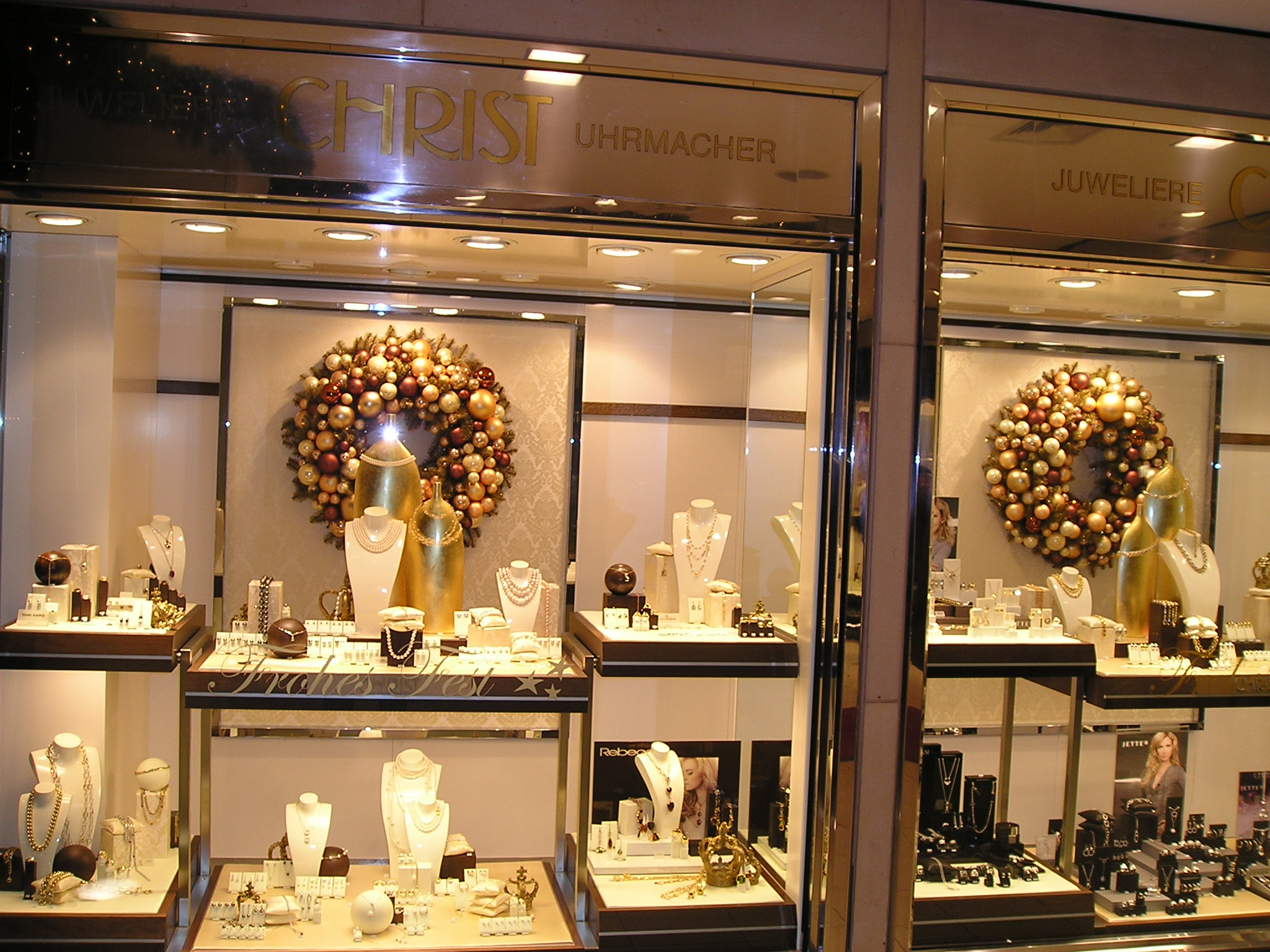
Christ-Juweliere in Düsseldorf

Die Christ Juweliere und Uhrmacher seit 1863 GmbH war eine 100%ige Tochter der Douglas Holding AG.
204 Juwelier-Filialen erwirtschafteten im Geschäftsjahr 2009/10 einen Umsatz von 310,2 Mio. Euro. Mit 2.173 Mitarbeitern ist Christ das größte deutsche Juwelierunternehmen.
Zur Christ Juweliere und Uhrmacher seit 1863 GmbH gehören:
- Christ-Juweliere
- Juwelier Weiss (Ursprüngliches Juwelierunternehmen der Douglas Holding AG, wurde nach der Übernahme von Christ in Christ Juweliere und Uhrmacher seit 1863 GmbH integriert)

Am 27. Oktober 2014 wurde bekannt, dass Christ an den Investor 3i verkauft wird.

### Hussel GmbH

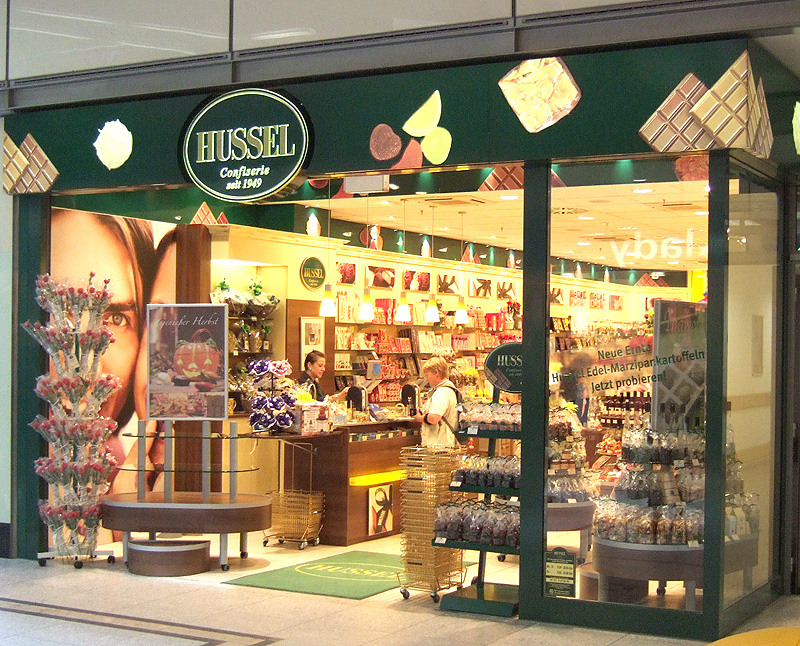
Hussel-Filiale

Die Hussel GmbH war viele Jahre eine 100%ige Tochter der Douglas Holding AG und wurde im März 2014 an die Emeram Capital Partners um Eckhard Cordes verkauft.
Die Süßwarenfachgeschäfte erwirtschafteten im Geschäftsjahr 2009/10 einen Umsatz von 99,4 Mio. Euro.
Zur Hussel GmbH gehören:
- Hussel-Confiserien (219 Confiserien in Deutschland und Österreich sowie weitere 24 Filialen in Portugal)
  - Cerrini Confiserie GmbH
    - Susi-Gruppe
      - Süßes Kaufhaus
      - Süße Quelle
      - chocolat

### Reiner AppelrathCüpper Nachf. GmbH

Logo von AppelrathCüpper

Die Reiner AppelrathCüpper Nachf. GmbH war eine 100%ige Tochter der Douglas Holding AG.
Die 13 Fachgeschäfte mit 751 Mitarbeitern der Damenmoden-Branche erwirtschafteten im Geschäftsjahr 2011/12 einen Umsatz von 122,1 Mio. Euro. 2016 wurde AppelrathCüpper an den britischen Finanzinvestor OpCapita verkauft, der damals auch Eigentümer der Billigtextilkette NKD war.
Appelrath-Cüpper hat Ende April 2020 nach der behördlich verfügten Schließung der Läden wegen der Corona-Pandemie in Deutschland (Lockdown) ein Insolvenzverfahren in Eigenverwaltung beantragt; das Amtsgericht Köln hat dem zugestimmt.

### Thalia Holding GmbH
Die Thalia Holding GmbH war eine 75%ige Tochter der Douglas Holding AG und der Könnecke Beteiligungs-GmbH zu 25 %. Die 289 Buchhäuser und Buchhandlungen erwirtschafteten im Geschäftsjahr 2009/10 mit insgesamt 5.186 Angestellten einen Umsatz von 905,8 Mio. Euro.
2013 wurde die Mehrheit der Anteile von Thalia an den Finanzinvestor Advent verkauft, die im Juli 2016 von einem Konsortium um den Herder-Verlag erworben wurde. Die Familie Kreke, ursprüngliche Besitzer der Douglas Holding, ist als Minderheitsaktionär weiterhin beteiligt.
Zur Thalia Holding GmbH gehören:
- Deutschland:
  - Thalia (Buchhandel)
  - buch.de
  - bol.de
  - Poertgen Herder (Münster und Freiburg im Breisgau)
  - Bouvier Bonn
  - Palm & Enke (Erlangen)
  - Mencke & Blaesing (Erlangen)
  - Jenaer Universitätsbuchhandlung
  - Reinhold Gondrom GmbH (Sitz in Kaiserslautern, 26 Filialen)
  - Buch & Kunst-Gruppe (2006 Übernahme der 44 Filialen in Ostdeutschland und Nordrhein-Westfalen unter Vorbehalt des Bundeskartellamtes)
  - Bräuer (Lemgo)
  - Potthoff (Bergisch Gladbach)
  - Buchhandlung Dr. Claus Steiner GmbH (buch-steiner.de) (Idstein)
  - Thalia Buchhaus Campe (Nürnberg)
  - Grüttefien (Beteiligung)
- Schweiz (Thalia Holding, bis 2006 Jaeggi):
  - buch.ch
  - Stauffacher (Bern)
  - Zap
  - Meissner Bücher
- Österreich (bis 2006 Thalia Holding):
  - Amadeusbuch
  - Wagnersche (Beteiligung)